# Liste der Medaillengewinner bei den Halbmarathon-Weltmeisterschaften
Diese Liste führt sämtliche Medaillengewinner bei den Halbmarathon-Weltmeisterschaften auf, die seit 1992 ausgetragen werden, einschließlich derjenigen bei den Straßenlauf-Weltmeisterschaften 2006 und 2007.
Teil der Wettkämpfe ist eine Teamwertung, in die alle Länder einbezogen werden, aus denen mindestens drei Läufer bzw. Läuferinnen das Ziel erreicht haben. Für die Wertung werden die drei besten Zeiten der Athleten des jeweiligen Landes addiert.
Lediglich in den ersten beiden Jahren gab es einen gesonderten Wettbewerb für männliche Junioren.

## Wettbewerbe

### Frauen (Einzel)
| Veranstaltung | Gold                    | Silber                 | Bronze                      |
| ------------- | ----------------------- | ---------------------- | --------------------------- |
| 1992          | Liz McColgan            | Megumi Fujiwara        | Rosanna Munerotto           |
| 1993          | Conceição Ferreira      | Mari Tanigawa          | Tegla Loroupe               |
| 1994          | Elana Meyer             | Iulia Negură           | Anuța Cătună                |
| 1995          | Walentina Jegorowa      | Cristina Pomacu        | Anuța Cătună                |
| 1996          | Ren Xiujuan             | Lidia Șimon            | Aurica Buia                 |
| 1997          | Tegla Loroupe           | Cristina Pomacu        | Lidia Șimon                 |
| 1998          | Tegla Loroupe           | Elana Meyer            | Lidia Șimon                 |
| 1999          | Tegla Loroupe           | Mizuki Noguchi         | Catherine Ndereba           |
| 2000          | Paula Radcliffe         | Susan Chepkemei        | Lidia Șimon                 |
| 2001          | Paula Radcliffe         | Susan Chepkemei        | Berhane Adere               |
| 2002          | Berhane Adere           | Susan Chepkemei        | Jeļena Prokopčuka           |
| 2003          | Paula Radcliffe         | Berhane Adere          | Benita Johnson              |
| 2004          | Sun Yingjie             | Lydia Cheromei         | Constantina Tomescu         |
| 2005          | Constantina Tomescu     | Lornah Kiplagat        | Susan Chepkemei             |
| 2006          | Lornah Kiplagat         | Constantina Tomescu    | Rita Jeptoo Sitienei        |
| 2007          | Lornah Kiplagat         | Mary Jepkosgei Keitany | Pamela Chepchumba           |
| 2008          | Lornah Kiplagat         | Aselefech Mergia       | Pamela Chepchumba           |
| 2009          | Mary Jepkosgei Keitany  | Philes Moora Ongori    | Aberu Kebede                |
| 2010          | Florence Jebet Kiplagat | Dire Tune              | Peninah Jerop Arusei        |
| 2012          | Meseret Hailu           | Feyse Tadese           | Paskalia Chepkorir Kipkoech |
| 2014          | Gladys Cherono          | Mary Wacera Ngugi      | Selly Chepyego Kaptich      |
| 2016          | Peres Jepchirchir       | Cynthia Jerotich Limo  | Mary Wacera Ngugi           |
| 2018          | Netsanet Gudeta         | Joyciline Jepkosgei    | Pauline Kaveke Kamulu       |
| 2020          | Peres Jepchirchir       | Melat Yisak Kejeta     | Yalemzerf Yehualaw          |

### Frauen (Team)
| Veranstaltung | Gold      | Silber                 | Bronze      |
| ------------- | --------- | ---------------------- | ----------- |
| 1992          | Japan     | Vereinigtes Königreich | Rumänien    |
| 1993          | Rumänien  | Japan                  | Portugal    |
| 1994          | Rumänien  | Norwegen               | Japan       |
| 1995          | Rumänien  | Russland               | Spanien     |
| 1996          | Rumänien  | Frankreich             | Italien     |
| 1997          | Rumänien  | Kenia                  | Japan       |
| 1998          | Kenia     | Rumänien               | Spanien     |
| 1999          | Kenia     | Japan                  | Russland    |
| 2000          | Rumänien  | Japan                  | Russland    |
| 2001          | Kenia     | Japan                  | Äthiopien   |
| 2002          | Kenia     | Russland               | Äthiopien   |
| 2003          | Russland  | Japan                  | Rumänien    |
| 2004          | Äthiopien | Rumänien               | Russland    |
| 2005          | Rumänien  | Russland               | Japan       |
| 2006          | Kenia     | Äthiopien              | Japan       |
| 2007          | Kenia     | Äthiopien              | Japan       |
| 2008          | Äthiopien | Kenia                  | Japan       |
| 2009          | Kenia     | Äthiopien              | Russland    |
| 2010          | Kenia     | Äthiopien              | Japan       |
| 2012          | Äthiopien | Kenia                  | Japan       |
| 2014          | Kenia     | Äthiopien              | Japan       |
| 2016          | Kenia     | Äthiopien              | Japan       |
| 2018          | Äthiopien | Kenia                  | Bahrain     |
| 2020          | Äthiopien | Kenia                  | Deutschland |

### Männer (Einzel)
| Veranstaltung | Gold                      | Silber                    | Bronze                   |
| ------------- | ------------------------- | ------------------------- | ------------------------ |
| 1992          | Benson Masya              | Antonio Fabián Silio      | Boay Akonay              |
| 1993          | Vincent Rousseau          | Steve Moneghetti          | Carl Thackery            |
| 1994          | Khalid Skah               | Germán Silva              | Ronaldo da Costa         |
| 1995          | Moses Tanui               | Paul Yego                 | Charles Tangus           |
| 1996          | Stefano Baldini           | Josephat Kiprono          | Tendai Chimusasa         |
| 1997          | Shem Kororia              | Moses Tanui               | Kenneth Cheruiyot        |
| 1998          | Paul Koech                | Hendrick Ramaala          | Khalid Skah              |
| 1999          | Paul Tergat               | Hendrick Ramaala          | Tesfaye Jifar            |
| 2000          | Paul Tergat               | Phaustin Baha Sulle       | Tesfaye Jifar            |
| 2001          | Haile Gebrselassie        | Tesfaye Jifar             | John Yuda Msuri          |
| 2002          | Paul Malakwen Kosgei      | Jaouad Gharib             | John Yuda Msuri          |
| 2003          | Martin Kiptoo Lel         | Fabiano Joseph Naasi      | Martin Hhaway Sulle      |
| 2004          | Paul Kiprop Kirui         | Fabiano Joseph Naasi      | Ahmad Hassan Abdullah    |
| 2005          | Fabiano Joseph Naasi      | Mubarak Hassan Shami      | Yonas Kifle              |
| 2006          | Zersenay Tadese           | Robert Kipkorir Kipchumba | Wilson Kiprotich Kebenei |
| 2007          | Zersenay Tadese           | Patrick Makau Musyoki     | Evans Kiprop Cheruiyot   |
| 2008          | Zersenay Tadese           | Patrick Makau Musyoki     | Ahmad Hassan Abdullah    |
| 2009          | Zersenay Tadese           | Bernard Kiprop Kipyego    | Dathan Ritzenhein        |
| 2010          | Wilson Kiprop             | Zersenay Tadese           | Sammy Kirop Kitwara      |
| 2012          | Zersenay Tadese           | Deressa Chimsa            | John Nzau Mwangangi      |
| 2014          | Geoffrey Kipsang Kamworor | Samuel Tsegay             | Guye Adola               |
| 2016          | Geoffrey Kipsang Kamworor | Bedan Karoki Muchiri      | Mo Farah                 |
| 2018          | Geoffrey Kipsang Kamworor | Abraham Cheroben          | Aron Kifle               |
| 2020          | Jacob Kiplimo             | Kibiwott Kandie           | Amedework Walelegn       |

### Männer (Team)
| Veranstaltung | Gold      | Silber                 | Bronze                 |
| ------------- | --------- | ---------------------- | ---------------------- |
| 1992          | Kenia     | Vereinigtes Königreich | Brasilien              |
| 1993          | Kenia     | Australien             | Vereinigtes Königreich |
| 1994          | Kenia     | Mexiko                 | Marokko                |
| 1995          | Kenia     | Spanien                | Italien                |
| 1996          | Italien   | Spanien                | Japan                  |
| 1997          | Kenia     | Südafrika              | Äthiopien              |
| 1998          | Südafrika | Kenia                  | Äthiopien              |
| 1999          | Südafrika | Äthiopien              | Kenia                  |
| 2000          | Kenia     | Äthiopien              | Belgien                |
| 2001          | Äthiopien | Kenia                  | Tansania               |
| 2002          | Kenia     | Japan                  | Äthiopien              |
| 2003          | Tansania  | Kenia                  | Äthiopien              |
| 2004          | Kenia     | Äthiopien              | Uganda                 |
| 2005          | Äthiopien | Eritrea                | Japan                  |
| 2006          | Kenia     | Eritrea                | Äthiopien              |
| 2007          | Kenia     | Eritrea                | Äthiopien              |
| 2008          | Kenia     | Eritrea                | Katar                  |
| 2009          | Kenia     | Eritrea                | Äthiopien              |
| 2010          | Kenia     | Eritrea                | Äthiopien              |
| 2012          | Kenia     | Eritrea                | Äthiopien              |
| 2014          | Eritrea   | Kenia                  | Äthiopien              |
| 2016          | Kenia     | Äthiopien              | Eritrea                |
| 2018          | Äthiopien | Kenia                  | Bahrain                |
| 2020          | Kenia     | Äthiopien              | Uganda                 |

### Junioren (Einzel)
| Veranstaltung | Gold                  | Silber             | Bronze                     |
| ------------- | --------------------- | ------------------ | -------------------------- |
| 1992          | Kadessa Tadesse (ETH) | Meck Mothuli (RSA) | Francesco Ingargiola (ITA) |
| 1993          | Meck Mothuli (RSA)    | Biruk Bekele (ETH) | Isaac Radebe (RSA)         |

### Junioren (Team)
| Veranstaltung | Gold      | Silber    | Bronze    |
| ------------- | --------- | --------- | --------- |
| 1992          | Italien   | Äthiopien | Südafrika |
| 1993          | Südafrika | Äthiopien | Italien   |